# Truita comuna
La truita comuna (Salmo trutta) és una espècie de peix teleosti propi de rius cabalosos d'aigües fredes i ràpides. Es troba de manera natural als principals rius d'aquestes característiques a la regió neàrtica a la pràctica totalitat d'Europa, vessants de l'Atlàntic, Mediterrani i Mar Negre, l'oest d'Àsia i el nord d'Àfrica. Tot i així fou introduïda a diversos països durant a l'entorn del pas del segle xix al segle xx incloses regions de Nord-amèrica i algunes zones del Carib, Àfrica, Àsia i Oceania. És objecte de pesca amb mosca i és considerat un trofeu important per la dificultat que presenta la seva captura. És una espècie apreciada gastronòmicament.

## Morfologia
Els adults d'aquesta espècie mesuren entre 33 i 40,6 cm de longitud, tot i que alguns individus excepcionals poden adquirir majors dimensions (s'ha documentat alguns individus de més de 13 kg i 90 cm de longitud). El color és d'un marró daurat amb taques al llarg de tot el llom des del cap fins a la cua.

## Distribució
Es pot trobar la truita comuna als rius amb hàbitats adequats a tot Europa incloent les regions de les illes britàniques, Islàndia i la Península Escandinava, així com als rius provinents de l'Atles. A l'Àsia es pot trobar de manera natural (no introduïda) a les conques del Caspi i l'Aral.
Al Països Catalans es troba als rius de les conques del Ter, Llobregat, Ebre/Segre, Xúquer, Túria, Garona. Tot i la relativa estabilitat de les mides de les seves poblacions un dels majors problemes que es presenten són la fragmentació de les seves poblacions per la presència d'embassaments, especialment en els cursos de la conca de l'Ebre i del Segre i la introducció d'exemplars provinents de l'Europa Central, avui dia pràcticament inexistents, però realitzades amb una certa freqüència entre el segle xix i ben entrat el segle xx. Aquestes introduccions d'exemplars al·lòctons produeixen una pèrdua de la rica diversitat genètica present en les conques ibèriques. S'ha constatat que hi ha hagut hibridació entre els individus al·lòctons i autòctons. Així s'ha proposat una autogestió de les poblacions autòctones mitjançant el control i regulació de la pesca amb captura.
Com a espècie al·lòctona allà on ha estat introduïda s'ha associat a impactes negatius en les mides de les poblacions autòctones de truites de riu i amfibis. A més poden introduir malalties i paràsits propis com llamprees (Petromyzon marinus).

## Ecologia
Ocupa normalment rius ben oxigenats i freds, ocasionalment també es pot trobar en llacs.
Les truites joves s'alimenten principalment d'insectes (principalment efemeròpters, tricòpters i quironòmids). La seva estratègia de caça consisteix a esperar que la presa passi a prop d'un refugi on espera. Les truites adultes cacen activament buscant les preses. La seva dieta consisteix principalment (80%) d'altres truites més petites la resta consisteix en tricòpters, cargols, Ephemera simulans, Hexagania, crustacis i amfibis.
A partir del 3r o 4t any de vida les truites es reprodueixen cada any i no són monògames, és a dir que no mantenen les seves parelles. La posta se sol produir entre octubre i desembre, la fecundació és externa. Els mascles elaboren un solc al llit del riu que defensen d'altre mascle i eventualment s'apropien d'altres solcs fets per mascles menys agressius. La femella escull un d'aquests llits per a la posta. Tot seguit el mascle fertilitza aquesta posta. En aquest moment la posta és abandonada pels progenitors, que no realitzen cap altra cura.

## Filogènia

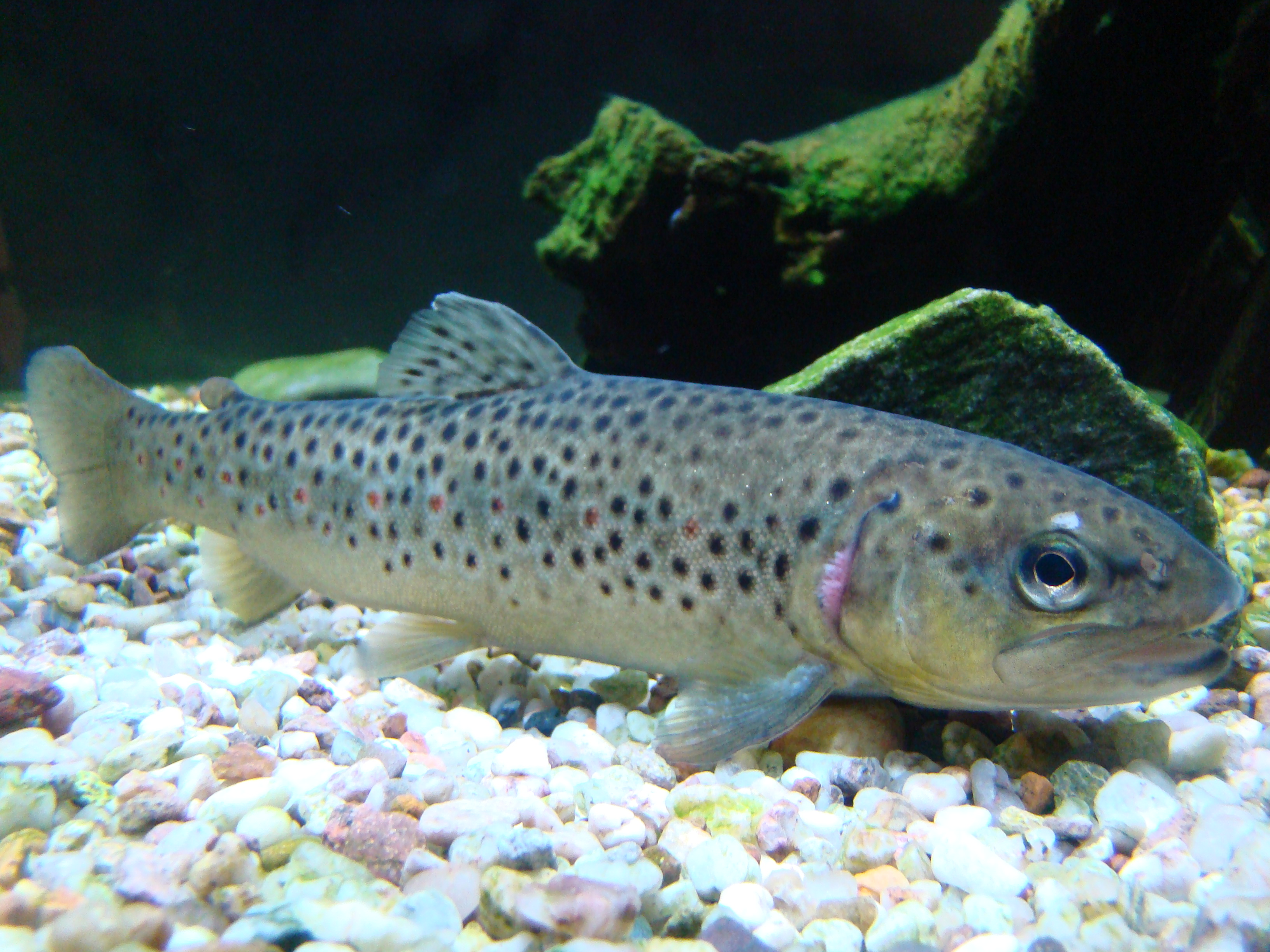
Truita comuna

Salmo trutta presenta una gran variació morfològica entre les seves poblacions i una gran estructuració genètica. Els tres morfs descrits per Linné pel que fa a l'hàbitat que ocupen i al seu comportament, que els considerà espècies diferents: S. trutta fario (forma resident), Salmo trutta trutta (forma anàdroma) i Salmo trutta lacustris (forma lacustre) representen grups polifilètics, segons diversos estudis de mitjan segle xx.
Berg considerà reformular la classificació de Linné seguint criteris geogràfics més que ecològics i dividí l'espècie en 14 grans grups de subespècies (4 d'anàdromes, 5 residents i 5 lacustres). El 1980 Lelek establí, per estudis morfomètrics, set grups de truites (2 anàdromes, 4 residents i una lacustre) les poblacions del mar d'Aral no foren incloses en l'estudi. Kottelat el 1997 en una publicació que considerava l'aïllament reproductiu entre les diverses poblacions un tret definitori d'espècie descrigué fins a 27 espècies que abans eren classificades dins de l'espècie S. trutta. Poc després Doorofeva (2000) reduí aquest elevat nombre a només 5 espècies: S. trutta, d'àmplia distribució i quatre espècies endèmiques Salmo marmoratus (mar Adriàtica), S. ischchan (llac Sevan a Armènia), S. letnicha (llac Ohrid a Macedònia del Nord), S. carpio (llac Garda, Itàlia).
Els estudis amb marcadors genètics s'iniciaren a la fi de la dècada de 1980. En usar al·lozims sobre el gen de la LDH, Hamilton descrigué dos grans llinatges en les poblacions atlàntiques. Bernatchez et al. (1992) establiren emprant la seqüenciació d'ADN de la regió d-loop del mtDNA 5 grans llinatges materns (atlàntic, adriàtic, danubi, mediterrani i marmoratus) que són grups monofilètics fet sobre el que no hi havia controvèrsia a mitjan dècada dels 2000. Cortey sequenciant completament la regió d-loop determinà la presència de sis grans llinatges afegint el llinatge Duero al grup de cinc existent. Amb tot la relació entre aquests llinatges i els moments en què es determinà aquesta estructuració genètica encara resulten poc clars. El 1994 Giuffra et al. determinaren el llinatge atlàntic com a ancestral. Anàlisis de la seqüència del gen de la transferrina (gen nuclear) dutes a terme per Antunes et al.. el 2002 determinaren els mateixos 5 grans llinatges, però establí el llinatge danubi com a més ancestral. Doroofeva (2000) amb anàlisis morfomètrics fixa el llinatge marmoratus com el més ancestral. Cortey confirmà la posició del llinatge Danubi com al més ancestral dels sis llinatges, seguint la teoria de la recolonització post-glacial de l'ictiofauna continental des de l'Àsia cap al Mediterrani i l'Atlàntic. Aquest seria l'origen dels llinatges més antics (pontocaspi, atlàntic i mediterrani) essent la divergència secundària la responsable dels 6 llinatges actuals (adriàtic, marmoratus i mediterrani del protollinatge mediterrani, atlàntic i duero del protollinatge atlàntic; i del pontocaspi s'hauria incrementat molt la variabilitat dins del llinatge danubi que els agruparia)

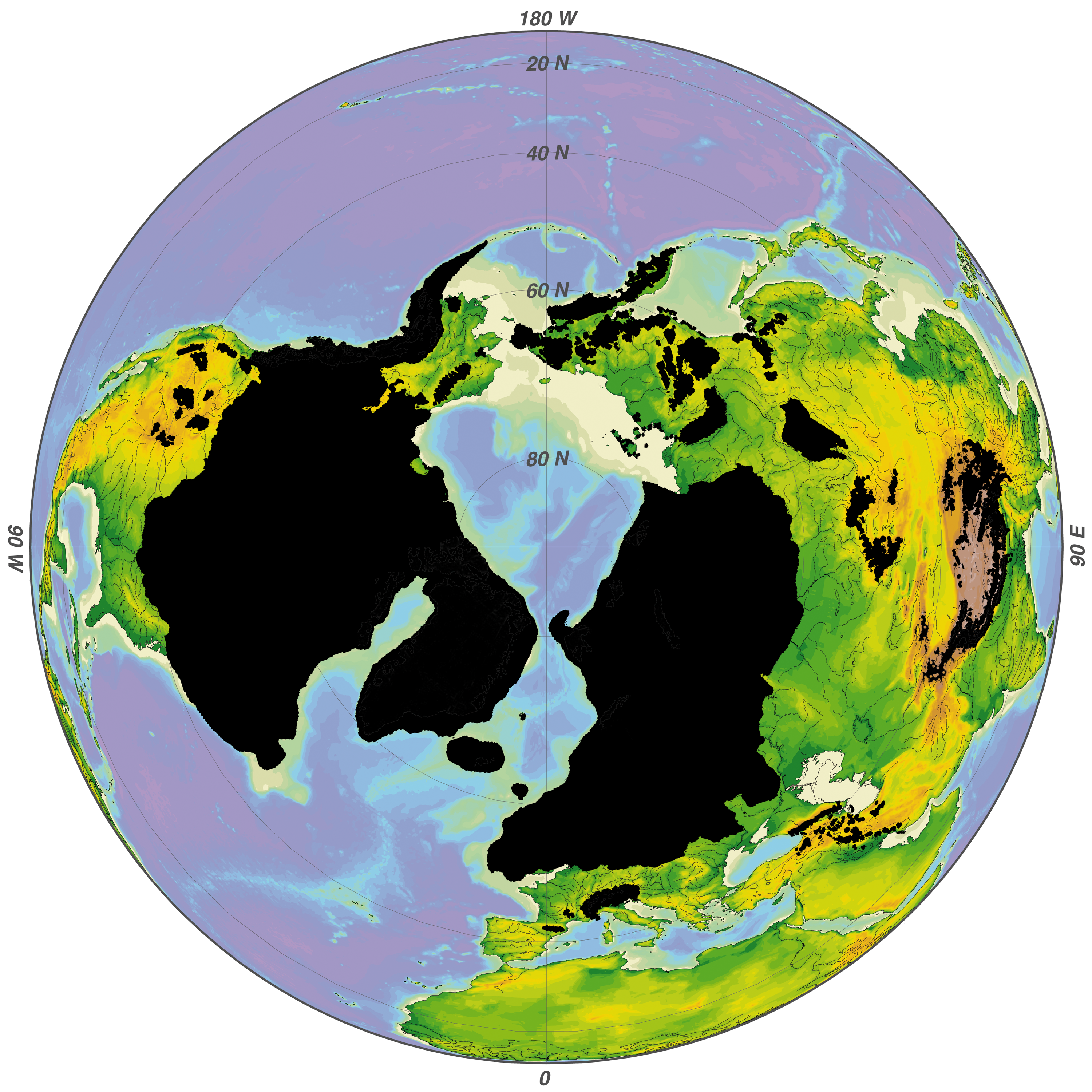
Màxima extensió de les glaceres (negre) durant les glaciacions del Quaternari.

Les poblacions de truita comuna foren fortament afectades per les glaciacions del Plistocè resultant en què les actuals poblacions del nord de l'Atlàntic són fruit de recolonitzacions a partir de refugis glacials situats fora de l'abast dels gels perpetus. Els estudis de Hamilton (1989) el conduïren a postular l'existència d'almenys dos refugis diferenciats un a l'est i l'altre a l'oest de la massa de gel de les glaciacions würmianes. Osinov i Bernatchez definiren també dos refugis glacials (un al Bàltic i l'altre a l'Atlàntic. Aquestes hipòtesis no explicaven l'existència dels 5 llinatges actuals. Garcia-Marin et al. (1999) postularen l'existència de quatre refugis, tres dels quals explicaven la recolonització dels vessants atlàntics: un a la zona del canal de la Mànega (emergit durant els períodes glacials), l'altre a la zona del golf de Cantàbria (península Ibèrica i sud de França), un altre al vessant Bàltic; i el darrer a la regió del Pont / Caspi (centreeuropeu). Tot i així Weiss i col. (2002) i Cortey consideren que els refugis glacials implicats a la recolonització del nord de l'atlàntic serien els situats més al nord i creuen poc probable la participació de poblacions ibèriques en la repoblació de les conques del nord de l'Atlàntic. Així doncs, segons Cortey, la truita comuna hauria compartit refugis glacials amb altra ictiofauna continental com ara Barbo barbo, Thymallus thymallus, Squalius cephalus, Perca fluviatilis i Cottus gobio.
Pel que fa a la filogènia a la península Ibèrica ha estat estudiada pel grup d'ictiologia genètica de la Universitat de Girona (en especial pels Drs. J.L. Garcia-Marin, C. Pla, N. Sanz, M. Cortey i M. Vera). Cortey estudiant la seqüència de la regió d loop postula la presència de 3 clades dins del llinatge atlàntic que inclouria les poblacions establertes en els rius del vessant cantàbric, el vessant galaic-portuguès (Miño, Duero i Tajo) i la Garona. Els llinatges adriàtic i mediterrani estarien representats en les poblacions en el vessant mediterrani, incloent el Guadalquivir. Segons Cortey et al. al Duero hi hauria un llinatge endèmic de la península Ibèrica. En totes les conques hispàniques es poden trobar més d'un llinatge pel que no es pot parlar d'al·lopatria.